# محوطه قتورگل
محوطه قتورگل مربوط به دوران‌های تاریخی پس از اسلام است و در شهرستان بوئین‌زهرا، روستای چسکین واقع شده و این اثر در تاریخ ۲۵ خرداد ۱۳۸۱ با شمارهٔ ثبت ۵۷۶۶ به‌عنوان یکی از آثار ملی ایران به ثبت رسیده است.